# Christian Roeckenschuss

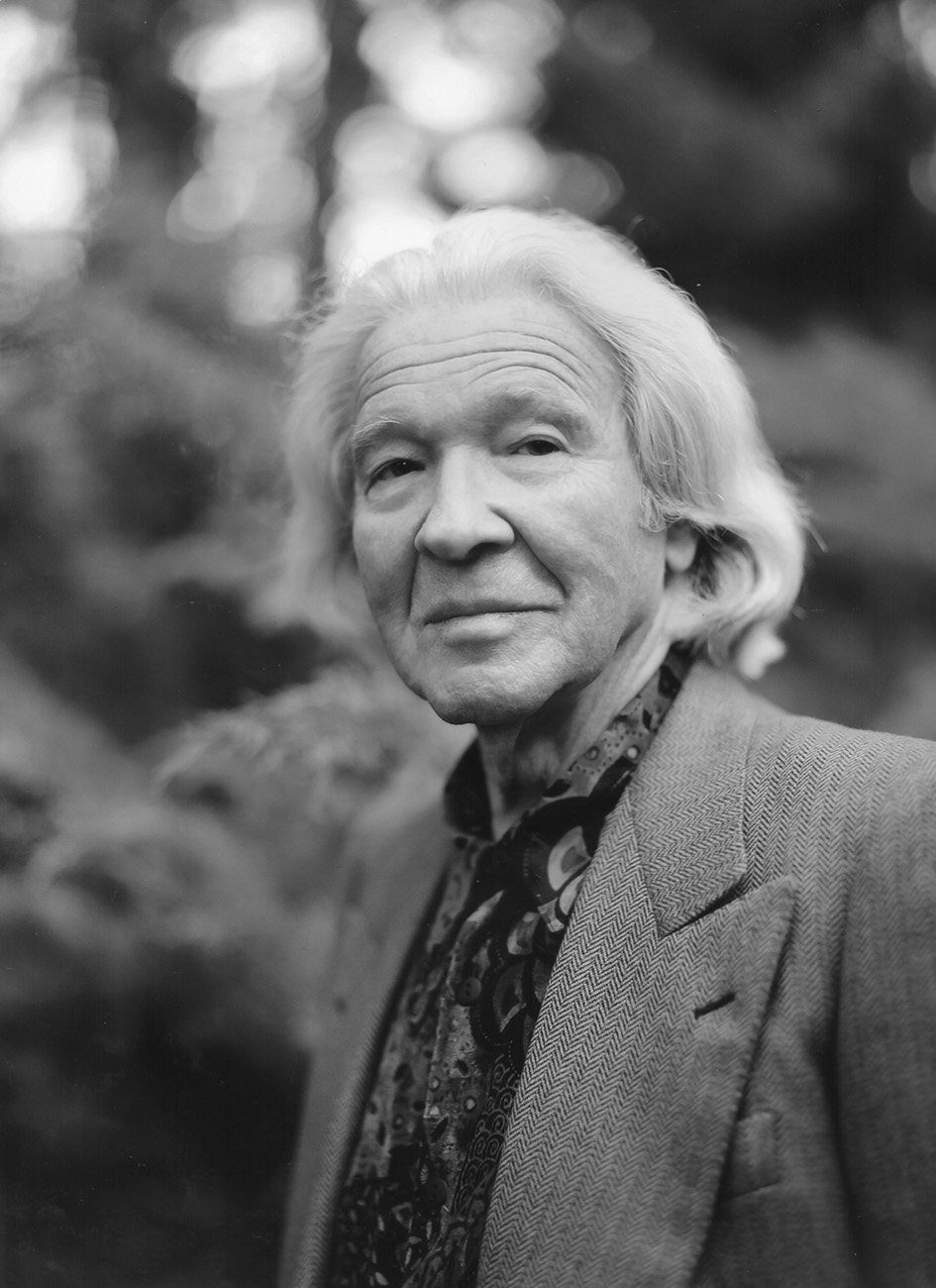
Christian Roeckenschuss um 2005

Christian Roeckenschuss (* 1929 in Dresden; † 2011 in Berlin) war ein deutscher Maler und Vertreter der Konkreten Kunst und des Minimalismus. Er war Mitglied in der Künstlergruppe Systhema.

## Leben und Werk
Christian Roeckenschuss studierte 1949/50 an der Hochschule für Bildende Künste Dresden Gesang und Klavier. Nach der Übersiedlung nach Berlin-West aus politisch-ideologischen Gründen setzte Roeckenschuss sein Studium an der Hochschule der Bildenden Künste fort (1951–1957). Er orientierte sich an der abstrakten Avantgarde der 1910er bis 1930er Jahre sowie an den klaren Formen von Bauhaus und De Stijl. Zwischen 1950 und 1958 führten ihn Studienreisen und die Suche nach einer eigenen Formensprache weltweit durch zahlreiche Länder. Schon früh waren Tendenzen seines Kunstkonzeptes erkennbar. Erste kleinformatige Ölkreide-Entwürfe mit klaren geometrischen Formen entstanden 1956. Die Festlegung auf das quadratische Format und auf eine mathematisch kalkulierte Genauigkeit wurde deutlich, wobei er sich an Vorbildern der Hard-Edge-Malerei orientierte.
Beeinflussungen, sich in Richtung Minimalismus und Konkreter Kunst zu entwickeln, gingen auch von abstrakt-konkret arbeitenden Künstlern wie Antoine Pevsner und Hans Arp aus. Beide lernt Roeckenschuss während eines Studienaufenthalts in Paris kennen. Später folgte ein Austausch mit Lucio Fontana, den er in Mailand besuchte.
Seit 1957 arbeitete Christian Roeckenschuss freischaffend in Berlin. In den 1950er Jahren zählte er zu den wenigen geometrisch-abstrakt arbeitenden Künstlern der Stadt. „Weg vom Persönlichen und Begrenzten, hin zum Universalen und zur Kühle der technischen Zeit.“ lautet Roeckenschuss' künstlerisches Credo.
Quadrate, Rechtecke und mit Zirkel und Lineal entworfene Formate, oft in Signalfarben, kennzeichnen viele seiner Bilder. 1958/1959 entstanden die so genannten Zielscheibenbilder – Kreiskonstruktionen, bei denen sich Kreisformen spielerisch in Segmente auflösen. In den 1960er Jahren experimentierte Christian Roeckenschuss mit Materialien aus dem Modellbau- beziehungsweise Schreibwarenbedarf. Er arbeitete mit Rastern, Schablonen auf Holz, Papier und Plexiglas. Ebenfalls in den 1960er Jahren setzte sich Roeckenschuss mit Aspekten von Lichtbrechungen und Lichtspiegelungen auseinander. Durch die Beschäftigung mit OP-Art und ZERO ist sein Œuvre fundamental mit Gesichtspunkten der Bewegung und der Illusion des Raumes verbunden.
Die Auseinandersetzung mit der räumlichen und ästhetischen Wirkung von Farbe wird unter anderem in Kunst-am-Bau-Projekten der 1980er Jahre in Berlin und Lübeck sichtbar, insbesondere aber in der ab 1975 bis zu seinem Tod andauernden Arbeit an der Serie der Séquences Chromatiques („Farbstreifenverläufe“).
In der Spätphase seines Lebens fertigte Roeckenschuss Arbeiten aus industriell hergestellten Folien. 2011 starb er an den Folgen eines Sturzes in Berlin.
Internationale Anerkennung erlangte Roeckenschuss infolge seiner zahlreichen Auslandsausstellungen. Seine Bedeutung für den Minimalismus und die Konstruktive Kunst wird fortlaufend durch die Ausstellungen bei der Daimler Art Collection hervorgehoben. Mit der retrospektiv angelegten Ausstellung „Minimalism Germany 1960“ im Haus Huth wird er als bedeutender deutscher Minimalist der Nachkriegszeit gewürdigt.

## „Systhema“
In den Nachkriegsjahren war Roeckenschuss Mitglied der internationalen Künstlergruppe Systhema, zu deren Künstlern unter anderem George Rickey, Jan Kotík, Johannes Geccelli, Klaus Schoen oder Frank Badur zählten.

## Ausstellungen (Auswahl)

### Einzelausstellungen
- 1963: 120 Zeichnungen in Pastell, Deutsches Kulturinstitut Brüssel
- 1975: Galleria Method, Bergamo
- 1976: Galerie Suzanne Bollag, Zürich
- 1977: Galleria Vismara, arte contemporanea, Mailand
- 1978: Neuer Berliner Kunstverein
- 1979: Centre Culturel Allemand, Paris
- 1981: Bilder, Reliefs, kleine Formate, Galerie Christel, Stockholm
- 1984: réperes, Place des Vosges, Paris
- 1986: Farbsequenzen, neue Bilder, Galerie Der Spiegel, Köln
- 1999: Farbsequenzen, Mies van der Rohe Haus, Berlin
- 2015: Zurück in die Zukunft, Galerie Köppe Contemporary, Berlin
- 2017: Minimalist und Konkreter Poet, Köppe Contemporary, Berlin
- 2019: Vom Entwurf zum Werk, Köppe Contemporary, Berlin

### Ausstellungsbeteiligungen
- 1962: peintures, sculptures, petits formats, Galerie Hautefeuille, Paris
- 1962: Neue Tendenzen, Galerie Orez, Den Haag
- 1962: Junge Stadt sieht Junge Kunst, Wolfsburg
- 1963: ars viva, Leverkusen und Kulturkreis im bdi, Köln
- 1963: Deutsche Maler, Galerie Vendöme, Brüssel
- 1964: 13 Konkrete, Kunstverein Ulm
- 1965: XX. Salon des Realites Nouvelles, Musée d’Art Moderne, Paris
- 1965: New tendency 3, Museum of Contemporary Art Zagreb[5]
- 1966: Junge Generation, Akademie der Künste, Berlin
- 1967: L’art vivant, Musee Saint-Paul de Vence
- 1968: visuell-konstruktiv, Kunstverein Berlin
- 1969: exposition internationale des sculptures, Antwerpen
- 1970: El salón de corrientes constructivistas, Barcelona
- 1973: Multiples, Neuer Berliner Kunstverein, Berlin
- 1976: espositione additiva di artisti internazionali, Galleria Method Bergamo
- 1977: Gruppe Systhema, Amos Anderson Museum, Helsinki
- 1977: Berlin now – contemporary art 1977, Denise Rene Gallery, New York
- 1977: Dt. Künstlerbund, 25. Jahresausstellung, Frankfurt am Main
- 1977: Systhema, Galerie Bossin, Berlin
- 1978: XXXII. salon des realites nouvelles, Paris
- 1978: systhema, Galerie Krüll, Krefeld und Galerie Loeb, Bern
- 1978: Konkrete Konzepte, Galerie Bossin, Berlin
- 1980: summer exhibition, Redfern Gallery, London
- 1981: Graphic Design Study Collection, Museum of Modern Art, New York
- 1983: Gefühl und Härte, Galerie Konstruktiv Tendens, Stockholm
- 1986: 30 Jahre Konkrete Kunst, Galerie Suzanne Bollag, Zürich
- 1987: Kunst am Bau, Projekte, Entwürfe, Modelle, Staatliche Kunsthalle, Berlin
- 1988: Berlin – Kulturstadt Europas, Berlinische Galerie, Berlin
- 1989: Acchrochage, Galerie Konstruktiv Tendens, Stockholm
- 1990: Neuerwerbungen, Berlinische Galerie, Berlin
- 1990: Ausgebürgert – die uns fehlen, Albertinum, Dresden
- 1990/1992: Konkrete Kunst, Sammlung Gomringer, Museum Ulm und Galerie Objekta, München
- 1992: Sammlung Gomringer, Museum Ingolstadt
- 1992: Kaleidoskop, Haus am Waldsee, Berlin
- 2004: Minimalism & After III, Daimler Contemporary, Berlin
- 2006: Eine Generation – drei Positionen, Forum Konkrete Kunst, Erfurt[6]
- 2010: Minimalism Germany 1960s, Daimler Contemporary, Berlin[7]
- 2017: Serielle Formationen. Frankfurt 1967, Daimler Contemporary, Berlin[8]
- 2017: Konträre Positionen im Dialog, Galerie Object40, Berlin
- 2019: Licht im/als Bild, Daimler Art Collection, Stuttgart[9]

## Sammlungen / Museen
- Berlinische Galerie, Berlin[10]
- MoMA Museum of Modern Art, New York[11]
- Daimler Art Collection[12]
- Museum für Konkrete Kunst, Ingolstadt
- Musée des Ursulines de Mâcon[13]
- Neuer Berliner Kunstverein (n.b.k.)[14]
- Satoru Sato Art Museum, Tome, Präfektur Miyagi, Japan[15]

## Veröffentlichungen / Kataloge
- Visuell, konstruktiv: Henryk Berlewi, Erich Buchholz, Bernd Damke, Manfred Gräf, Wolf Kahlen, Wolfgang Ludwig, Christian Roeckenschuss, Göta Tellesch. Dt. Ges. für Bildende Kunst, Berlin 1968.
- Christian Roeckenschuss: Strukturen, Reliefs, Engramme, 1965–1972. Galerie der Spiegel, Köln 1973.
- Christian Roeckenschuss. Galleria Method, Eurgrafika, Bergamo 1975.
- Christian Roeckenschuss: Vismara arte contemporanea Milano. Galleria Vismara arte, Mailand 1977.
- Christian Roeckenschuss: Bilder, Reliefs, kleine Formate 1975–1978. Katalog der Ausstellung Neuer Berliner Kunstverein, Berlin 1978.
- Christian Roeckenschuss: tableaux, reliefs, petit formats 1975 – 1978. Centre Culturel Allemand, Paris 1979.
- Christian Roeckenschuss: pitture, rilievi, miniature 1975 – 1978. Vismara arte contemporanea Milano, Mailand 1980.
- Christian Roeckenschuss – colour sequences, paintings, reliefs, small works 1975-1978. Goethe-Institut, London 1980.
- Gisela von Bruchhausen: Christian Roeckenschuss. Galerie Heinz Teufel, Mahlberg 1994, ISBN 978-3-927141-11-7.
- Renate Wiehager: Minimalism and After III. Neuerwerbungen. DaimlerChrysler Collection, Berlin 2004.
- Renate Wiehager: Minimalism Germany 1960s. Daimler Art Collection, Berlin 2010.
- Renate Wiehager: Minimalism and After. Tradition und Tendenzen minimalistischer Kunst von 1950 bis heute (Daimler Art Collection). Hatje Cantz Verlag, Ostfildern 2010, ISBN 978-3-7757-2386-2.
- Christian Roeckenschuss: Minimalismus und Farbfeldmalerei – Papierarbeiten und Gemälde 1956–1962. Galerie Köppe Contemporary, Berlin 2016[16]